# 六蕊假卫矛
六蕊假卫矛（学名：Microtropis hexandra）是卫矛科假卫矛属的植物，为中国的特有植物。分布在中国大陆的云南等地，生长于海拔1,400米的地区，多生长于山谷中，目前尚未由人工引种栽培。